# 河井継之助 駆け抜けた蒼龍
『河井継之助〜駆け抜けた蒼龍〜』（かわいつぎのすけ〜かけぬけたそうりゅう）は、2005年12月27日21時-23時24分に日本テレビ系「DRAMA COMPLEX」枠で放送されたテレビドラマ。
十八代目・中村勘三郎襲名記念大型時代劇として放送。日本テレビとしては『さむらい探偵事件簿』以来8年ぶりとなる時代劇作品である。

## あらすじ
戊辰戦争で最も過酷な戦いといわれる北越戦争。その中心となった長岡藩の家老に蒼龍と呼ばれた男がいた。河井継之助である。彼は20代より才覚を示し、山田方谷に教えを乞うたりした。その最中に松代藩の稲葉隼人と出遭ったりした。
慶応4年正月、鳥羽・伏見の戦いの後方を任された長岡藩は大坂城の異変に気付く。河井が大坂城に入ると誰もいなかったのである。河井は藩兵を急いで引き上げさせる一方で江戸屋敷の家財は売却させ、欧米の新型兵器の購入を急いだ。その中には日本に3挺しかないガトリング砲も含まれていた。河井はこれらの新兵器を長岡に持ち帰り、急いで国境を固めていった。河井の考えは新政府にも奥羽各藩にも味方しない武装中立であった。しかし、新政府も会津藩も長岡を戦争に巻き込もうと画策していく。
5月2日、長岡の方針を新政府に伝えようと小千谷にある慈眼寺に河井は訪れた。慈眼寺には新政府の本陣があったのである。河井は新政府の軍監岩村精一郎に長岡の考えを伝えるが、岩村は恭順しない長岡の提案を拒否してしまう。河井はその夜、上田藩本陣、松代藩本陣を訪ねて新政府との交渉継続をお願いするが、門前で追い返されてしまうのであった。稲葉隼人は陣中で河井の声を聞くが藩論に従い、河井とは接触しなかったのである。ここに長岡戦争は始まった。
長岡藩は必死に抵抗するが、薩摩藩の奇襲で本城を奪われてしまう。その後一進一退の戦局が続く中、八丁沖の渡河作戦を決行し本城を奪還するのだった。しかしその日の夕刻、援軍を待っていた河井は狙撃され、城も奪還されてしまい、会津へ落ち延びる最中に鉛毒で命を落とすのであった。

## 出演
- 河井継之助：中村勘三郎 (18代目)
- すが：稲森いずみ
- 牧野安子：京野ことみ
- 稲葉隼人：伊藤英明
- 小林虎三郎：佐野史郎
- 川島億次郎：吹越満
- 小山良運：火野正平
- 山本帯刀：田中実
- 河井代右衛門：北村和夫
- 貞子：淡路恵子
- 椰野嘉兵衛：中村育二
- 牧野忠雅：神山繁
- 牧野忠恭：坂東三津五郎 (10代目)
- 牧野貞直：中原丈雄
- 牧野忠訓：藤田哲也
- 山田方谷：石橋蓮司
- 坂本龍馬：唐沢寿明
- 鈴木虎太郎：中村七之助 (2代目)
- むつ：田畑智子
- いね：松嶋尚美
- おとき：吉田日出子
- 松蔵：荒川良々
- 古賀茶渓：串田和美
- 土井幾之助：笹野高史
- 加藤一作：中村勘太郎
- 佐川官兵衛：六平直政
- 平山図書：中村源左衞門 (2代目)
- 秋月悌次郎：高知東生
- 牧野市左衛門：坂東弥十郎
- 山本勘右衛門：川辺久造
- 三間安右衛門：浜田晃
- 酒井貞蔵：斎藤歩
- 三間市之進：内田健介
- 大川市左衛門：梶浦昭生
- 外山寅太：もとのもくあ
- 大崎彦助：田島俊弥
- ファーブル・ブラント：ジョージ・エシャート
- 岩村精一郎：中村獅童 (2代目)
- 二見虎三郎：山崎博之
- 淵辺直左衛門：山中正樹
- 白井小介：松井克之
- 杉山荘一郎：正木優希

- ナレーター：林隆三

## スタッフ
- 監督：松原信吾
- 脚本：金子成人
- 音楽：川崎真弘
- 殺陣：宇仁貫三、二家本辰巳
- CG：オムニバス・ジャパン
- プロデューサー：金田和樹、田中芳樹（日本テレビ）、佐生哲雄、原克子（松竹）
- 制作：日本テレビ
- 製作協力：松竹京都映画
- 製作著作：松竹